# Majakovskaja (metropolitana di San Pietroburgo)
Majakovskaja (in russo Маяковская) è una stazione sulla linea 3 della metropolitana della città russa di San Pietroburgo. Inaugurata il 3 novembre 1967, è dedicata al poeta russo Majakovskij e l'entrata di superficie si trova sul corso Neva, all'angolo con ulica Marata.
Un lungo corridoio e una serie di scale mobili la collegano alla stazione Ploščad' Vosstanija sulla linea 1 e, attraverso quest'ultima stazione, anche alla stazione ferroviaria Moskovskij.